# 川羽田敍新
川羽田 敍新（かわはた じょにい、1987年8月25日 - ）は、日本の作曲家、編曲家。コンサートや映像作品ではドラマーとしての他、編曲に関わった楽曲では自身で複数の楽器演奏を担当している曲が見られマルチプレイヤーでもある。作編曲のクレジットにおいてはJohnny.k名義も使われている。

## 来歴
- 2014年 YAMAHA主催「未来のヒットメーカー発掘プロジェクト」グランプリ受賞。[4]

## 主な提供、参加楽曲
アフィリア・サーガ
- 「ミライからきた私」  - 19thシングル「非合理的かつ訂正不能な思い込み」 (2017年4月19日) 収録
  - （編曲・ギター）

亜咲花
- 「Unfulfilled Butterfly」  - 2ndシングル「Edelweiss」 (2017年7月26日) 収録(TOKYO MX 高校野球中継2017 テーマソング)
  - （編曲・ギター）

aki
- 「Starting Days!!」  - 3rdシングル「クリオネの灯り/Starting Days!!」 (2017年8月23日) 収録(PS4「新次元ゲイム ネプテューヌVIIR」 オープニング曲)
  - （編曲・ギター）

原由実
- 「Blue moon」 - 3rdシングル「intention」(2013年7月24日)収録
  - (PS3 / Xbox 360「ファントムブレイカーEX」 オープニング曲)
  - （作曲・編曲・ギター・ベース）
- 「Place of my life」 -1stアルバムタイトルチューン(2013年12月25日) 収録
  - （作曲・編曲・ベース）
- 「Lights in the sky」 -1stアルバム「Place of my life」 (2013年12月25日) 収録
  - (PS3 「英雄*戦姫」 エンディング曲)
  - （編曲・ギター・ベース）
- 「In the rain」 - 4thシングル 「Rose on the breast」 (2014年6月25日) 収録
  - (PS Vita 「コープスパーティー BLOOD DRIVE」 OP1)
  - （作曲・編曲・ギター・ベース）
- 「Crossover」 - 5thシングルタイトルチューン(2014年10月29日) 収録
  - （作曲・編曲・ギター・ベース）
- 「improvisation」- 6thシングルタイトルチューン(2015年5月27日) 収録
  - (Xbox 360 「ミステリート2〜フェアウェル・エンカウンター〜」エンディング曲)
  - （作曲・編曲・ギター・ベース）
- 「キミとの未来」- 6thシングル「improvisation」(2015年5月27日) 収録
  - (PS Vita「白衣性愛情依存症」エンディング曲)
  - （編曲・ベース）
- 「心に咲く花」- 2ndアルバムタイトルチューン(2015年9月25日) 収録
  - （編曲・ギター）
- 「トワイライトに消えないで」- 7thシングルタイトルチューン(2015年11月25日) 収録
  - (テレビアニメ 『俺がお嬢様学校に「庶民サンプル」として拉致られた件』エンディング曲)
  - （編曲）

TWO-FORMULA(佐土原かおり、藏合紗恵子)
- 「Somebody to love」 -2ndシングルタイトルチューン(2015年1月28日) 収録
  - (テレビアニメ 「ISUCA」エンディング曲)
  - （編曲・ギター・ベース）

たんこぶちん
- 「Let it Die ～ミッドナイトウォーリーゲーム～」 -3rdアルバム 「TANCOBUCHIN vol.3 <Type-B>」 (2015年8月5日) 収録
  - (「未来のヒットメーカープロジェクト」グランプリ曲)[5]
  - （作曲）

福山沙織
- 「リンゴ」 -フルアルバム 「アシアトriot」 (2016年9月6日) 収録
  - （編曲、シンセサイザー、プログラミング）

グランブルーファンタジー （GRANBLUE FANTASY）
- 「Never Ending Fantasy」 -キャラクターソング・マキシシングル 「Never Ending Fantasy 〜GRANBLUE FANTASY〜」 (2016年7月27日) 収録
  - （作曲・編曲）
  - 歌唱はディアンサ（CV.水瀬いのり）、リナリア（CV.田中美海）、ハリエ（CV.小倉唯）、ジオラ（CV.高橋未奈美）、カンナ（CV.内山夕実）で、それぞれのソロバージョンも収録。
- 「マホウのノート」 -キャラクターソング・マキシシングル 「マホウのノート 〜GRANBLUE FANTASY〜」 (2016年8月10日) 収録
  - （作曲・編曲）
  - 歌唱はルリア（CV.東山奈央）、シェロカルテ（CV.加藤英美里）で、それぞれのソロバージョンも収録。
- 「7日間かけて世界を創るより可愛い女の子1人創った方がいい」 -キャラクターソング・マキシシングル 「7日間かけて世界を創るより可愛い女の子1人創った方がいい 〜GRANBLUE FANTASY〜」 (2016年10月26日) 収録
  - （作曲・編曲）
  - 歌唱はカリオストロ（CV.丹下桜）。また、丹下桜が作詞を担当した「Never Ending Fantasy」のカリオストロソロバージョンも収録。
- 「OVER THE SKY」 -キャラクターソング・マキシシングル 「OVER THE SKY 〜GRANBLUE FANTASY〜」 (2018年3月9日) 収録
  - （作曲・編曲・ギター・ベース）
  - 歌唱はグラン（CV.小野友樹）、ジータ（CV.金元寿子）、ルリア（CV.東山奈央）、ビィ（CV.釘宮理恵）。グラン&ルリア、ジータ&ルリアバージョンも収録。
  - 2017年12月22日・23日に行われた「グラブルフェス」では先行販売として『グラブルフェス2017限定盤』が発売。こちらには2017年のエイプリルフールイベントで使用されたパワー特化型ビィが歌う「黒ビィんの翼」を収録。「黒ビィんの翼」は2018年5月23日に単独音源として発売された。
- 「アナザースカイ」 -キャラクターソング・マキシシングル 「アナザースカイ 〜GRANBLUE FANTASY〜」 (2018年8月22日) 収録
  - （作曲・編曲）
  - 歌唱はヴィーラ（CV.今井麻美）。
- 「Happy New Genesis」 -キャラクターソング・マキシシングル 「Happy New Genesis 〜GRANBLUE FANTASY〜」 (2019年8月28日) 収録
  - （作曲・編曲）
  - 歌唱はディアンサ（CV.水瀬いのり）、リナリア（CV.田中美海）、ハリエ（CV.小倉唯）、ジオラ（CV.高橋未奈美）、カンナ（CV.内山夕実）。ディアンサソロ、リナリア&ハリエ、ジオラ&カンナバージョンも収録。

グランブルーファンタジー ヴァーサス （GRANBLUE FANTASY Versus）
- 「The Same Blue Sky」 -サウンドトラック 「GRANBLUE FANTASY: Versus ORIGINAL SOUNDTRACK」 (2020年6月17日) 収録
  - （作曲）
  - 鴇沢直/川羽田敍新/植松伸夫 名義

丹下桜
- 「君だけが使える魔法」 -25周年記念ベストアルバム 「君だけが使える魔法」(2017年3月22日) 収録
  - （作曲・編曲）
- 「リリコイ」 -25周年記念ベストアルバム 「君だけが使える魔法」(2017年3月22日) 収録
  - （編曲）

めがみめぐり
- 「ここからのスタート」 -キャラクターソング・マキシシングル「ここからのスタート／I'm サンシャインガール」(2017年2月8日) 収録
  - （作曲・編曲）
- 「LEVEL MAX」 -キャラクターソング・マキシシングル「LEVEL MAX / 新世界創造」(2017年6月28日) 収録
  - （作曲・編曲）
- 「新世界創造」 -キャラクターソング・マキシシングル「LEVEL MAX / 新世界創造」(2017年6月28日) 収録
  - （作曲・編曲）

ガールフレンド（仮）
- 「bland-new magic days」 -キャラクターソング・アルバム「キャラクターソングシリーズ vol.03」(2017年3月15日) 収録
  - （作曲・編曲）
- 「せいくらべ」 -キャラクターソング・アルバム「キャラクターソングシリーズ vol.06」(2017年6月21日) 収録
  - （作曲・編曲）
- 「とりま、デビューしちゃいますか」 -キャラクターソング・アルバム「キャラクターソングシリーズ vol.07」(2017年7月19日) 収録
  - （作曲・編曲）

アイドルカレッジ
- 「その羽根で飛んでゆけ!」  - 「Wonderful Story」 (2017年10月4日) 収録
  - （編曲・ギター）

オルタナティブガールズ
- 「メヤメヤ ダムダム アムオール」  - 「Alternative Girls Character Song Collection」 (2018年8月17日) 収録
  - （作曲・編曲）

## 出演

### ライブ
- 原由実
  - ドラム演奏
    - Birthday Live 2014 「Place of my love」 新宿FACE[6]
    - 1st solo live「Catch my voices」 渋谷WWW[7]
    - 3rd solo live「心に咲く花」 豊洲PIT、サンケイホールブリーゼ[8]
    - Birthday Live 2016 「Gift」 なんばHatch[9]

### 映像作品
- 原由実
  - ドラム演奏
    - 「intention」MV[10]
    - 「Place of my life」MV[11]
    - 「yumi hara 1st solo live「Catch my voices」Blu-ray・DVD
    - 「improvisation」MV[12]